# 小川栄一 (実業家)
小川 栄一（おがわ えいいち、1900年（明治33年）1月10日 - 1978年（昭和53年）12月8日）は、日本の実業家。藤田観光初代社長。一代で箱根小涌園・椿山荘・ホテルなどの観光王国を築き上げたほか、東海汽船社長や国土総合開発社長など歴任した。

## 人物
長野県小県郡上田町（現：上田市）生まれ。旧制上田中学（現：長野県上田高等学校）を経て、水戸高等学校に一期生として入学。寮では江戸英雄（三井不動産社長）と同室となり、以来、終生懇意につきあった。
京都帝国大学法学部を卒業後、安田信託に入社し、抵当流れだった豊島園の再建に辣腕を振るった。その後日本曹達を経て東亜鉱工（現：ラサ工業）から1944年（昭和19年）に藤田財閥入り。財閥解体に伴う財産整理の一環で同和鉱業から藤田興業を分離し、更に藤田家の所有していた邸宅地の活用から観光事業に進出。箱根小涌園や大阪太閤園、東京椿山荘などの藤田観光グループを築き上げた。
獅子文六の小説『箱根山』に登場する第3の男である「氏田観光」の北条一角のモデルとなったとされ、「財界のブルドーザー」との異名をとった。経団連常任理事および日経連常任理事。

## 事業家としての活動
小川は華族や財閥が独占していた庭園や邸宅を大衆に開放することが観光事業であり、経営者がなすべき社会事業であるとの信念を持ち、安田財閥の役員らを前に「財閥は天下の秀才を集め、しかも『確実にして有利』『有利にして確実』な投資を求めて無限の富を築こうとしている。この結果、わずかな有限の富しか築けない大衆と無限の富を築いてゆく財閥との間にはおのずから大きなギャップが生まれてくるのではないでしょうか。それはやがて無限を志す財閥の富を根こそぎ持ち去ってしまうかもしれません。そこで財閥はみずから富を有限とし、限度を超えた富に対しては、やがての成長産業のために投資する、従来財閥としてやらなかった投資、あるいは慈善事業など、社会、公共ともに生かすことを考えていかねばなりません」と演説を打った。
産業計画会議の東京湾問題委員会委員長となり、自らも国土総合開発を設立して東京湾の埋め立てを推進した。富津岬を中心に7000haを一手に埋め立てる壮大な計画（小川構想）を発表。池田勇人首相に説き、1961年（昭和36年）7月18日に計画が「極めて妥当な考え」であり政府はこれに協力する方針をとるべき旨の閣議了承を得ると、自民党党人派の有力者の大野伴睦や川島正次郎の支援を受けて埋め立て権の付与を千葉県に働きかけた。
小川は同じく党人派の有力者である河野一郎とも親しく、1960年代中頃に新東京国際空港の建設地が検討された際には、河野は小川がイギリスの業者に設計させた青写真を持ち出して木更津沖を埋め立てて空港建設することを運輸大臣の綾部健太郎や運輸省に強く迫った。河野の介入は、結果として空港計画を迷走させ、成田空港問題の発生を招いた。

## 年譜
- 1900年（明治33年）- 長野県小県郡上田町（現：上田市）に生まれる。旧制上田中学（現：長野県上田高等学校）卒。
- 1920年（大正9年）- 水戸高等学校に一期生として入学する。
- 1926年（大正15年）- 京都帝国大学法学部を卒業し、安田信託に入社。
- 1939年（昭和14年）- 日本曹達取締役。
- 1940年（昭和15年）- 東亜鉱工常務。
- 1949年（昭和24年）- 藤田興業の社長に就任。
- 1952年（昭和27年）- 旧藤田伝三郎東京別邸に椿山荘が開業。
- 1953年（昭和28年）- 東海汽船の社長に就任。
- 1955年（昭和30年）- 藤田興業観光部より分離独立して藤田観光を設立し、初代社長に就任。
- 1962年（昭和37年）- 芦ノ湖スカイラインが開通。
- 1966年（昭和41年）- 長野バスターミナルの社長に就任。
- 1978年（昭和53年）- 死去。

## 著書
- 井植歳男、小川栄一、尾崎士郎、賀屋興宣、水原秋桜子『私の履歴書 第19集』日本経済新聞社、1967年。
  - 井植歳男、小川栄一、江崎利一、川又克二、鹿島守之助、松永安左エ門、大屋敦『私の履歴書 経済人 7』日本経済新聞社、1980年。ISBN 978-4532030575
  - 井植歳男、小川栄一、江崎利一、川又克二、鹿島守之助、松永安左エ門、大屋敦『私の履歴書 経済人 7』（復刻版）日本経済新聞社、2004年。
- 『わがフロンティア経営』実日新書（実業之日本社）、1964年。
- 『あわてなさんな 小川栄一・不平不満集』文藝春秋、1974年。